# Matteo Priamo
Matteo Priamo (født 20. marts 1982, Castelfranco Veneto) er en italiensk tidligere professionel cykelrytter.
I 2008 vandt han 6. etape af Giro d'Italia.